# Hans-Dieter Brüchert
Hans-Dieter Brüchert (Jarmen, Alemania, 18 de agosto de 1952) es un deportista alemán retirado especialista en lucha libre olímpica donde llegó a ser subcampeón olímpico en Montreal 1976.

## Carrera deportiva
En los Juegos Olímpicos de 1976 celebrados en Montreal ganó la medalla de plata en lucha libre olímpica de pesos de hasta 57 kg, tras el luchador soviético Vladimir Yumin (oro) y por delante del japonés Masao Arai (bronce).